# 順安道
順安道（英語：Shun On Road）位於觀塘區四順，兩端分別連接秀茂坪道及順利邨道，中間亦連接利安道，屬東西走向。

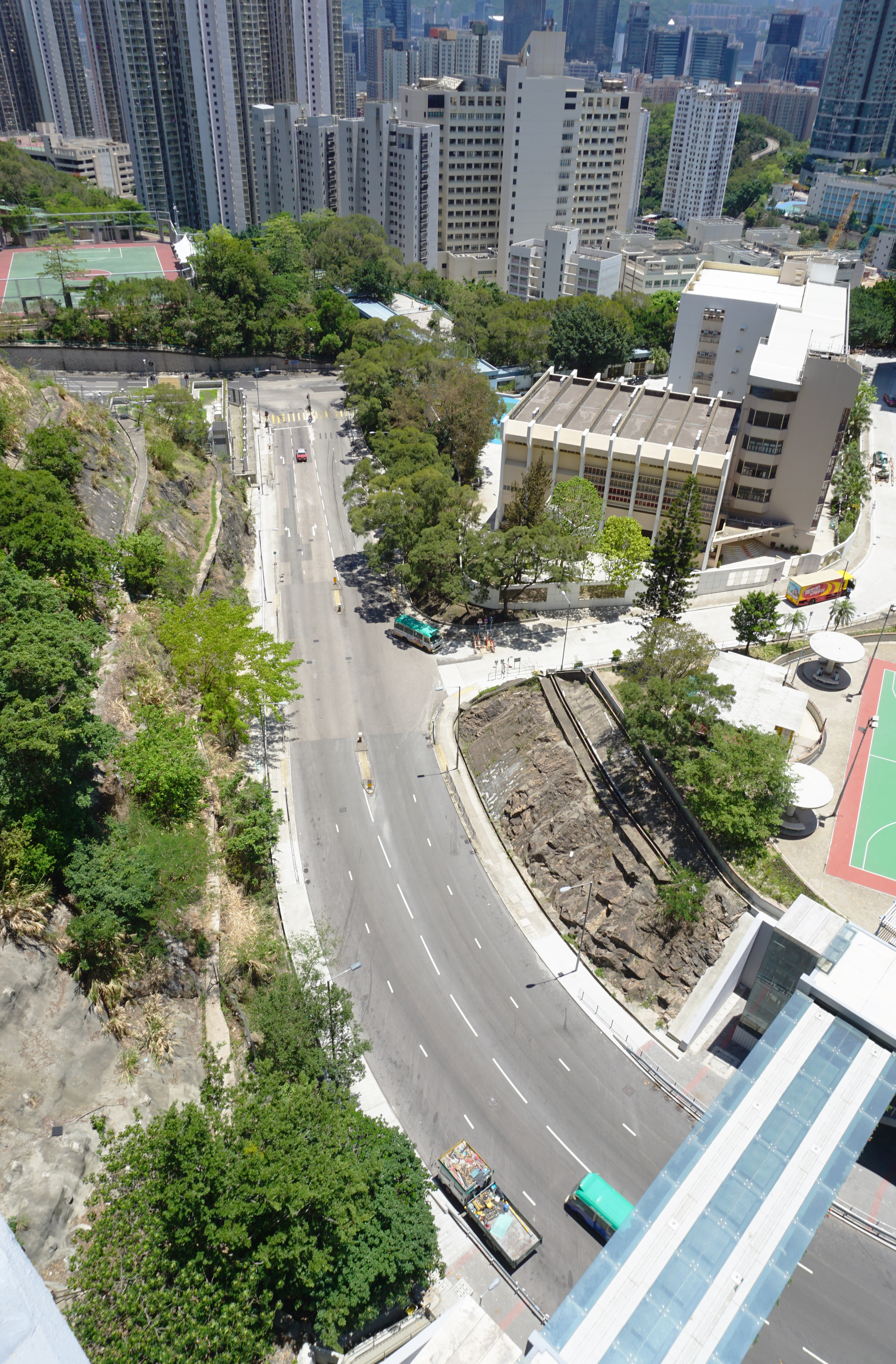
順安道東面
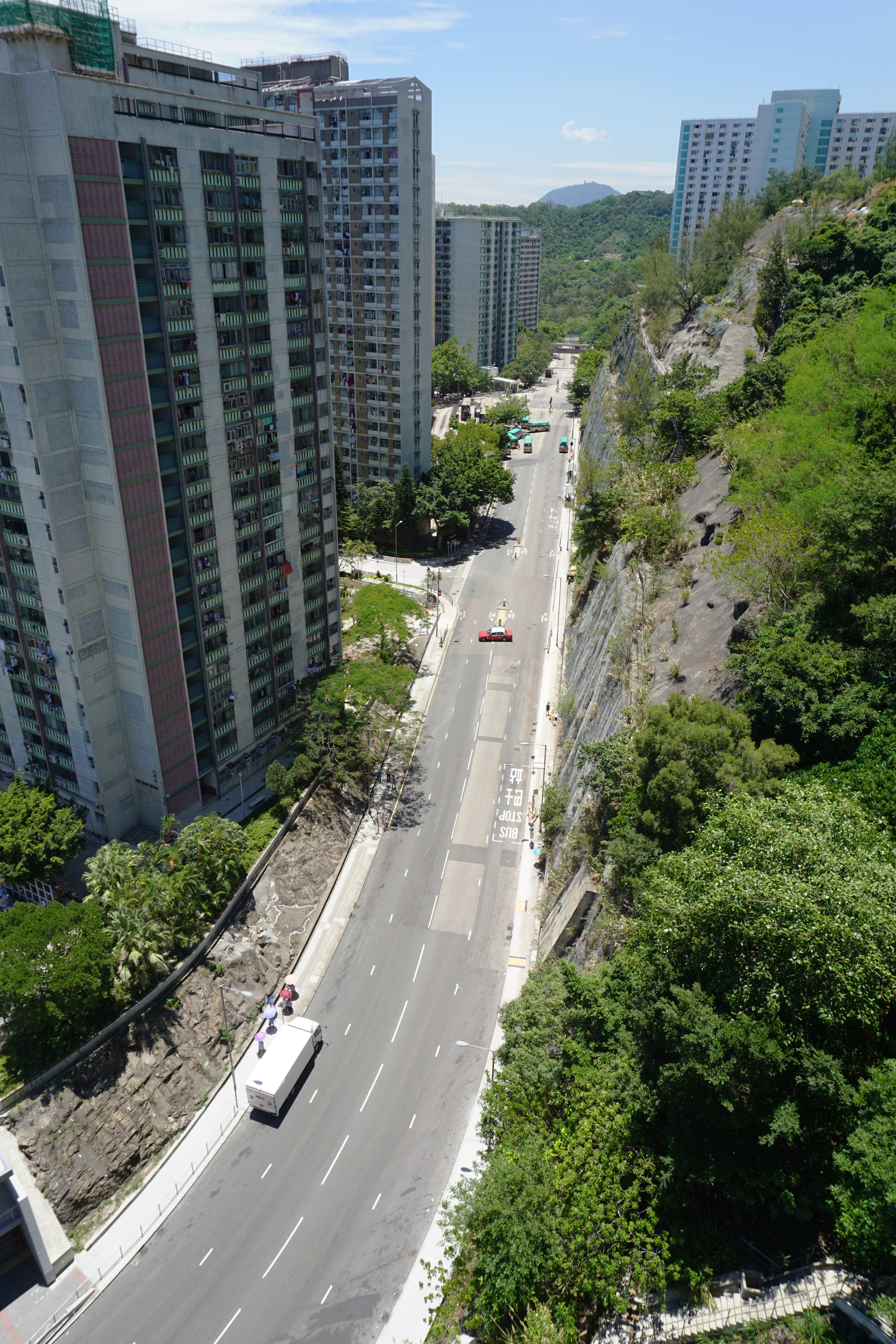
順安道西面